# 赭色鵝膏
赭色鵝膏 (學名：Amanita rubescens，英文稱為blusher) 是一種鵝膏菌屬的真菌。當它的子實體被切開時，菌蓋內側會迅速氧化變為粉紅色。這是少數幾種非常美味的鵝膏菌，辨認它的方式為觀察菌托的顏色；若為粉紅色，則為赭色鵝膏。雖然它相對於其他鵝膏菌屬的近親較容易辨認；但如果採菇者沒有足夠的採菇經驗，採菇者有可能會把赭色鵝膏與其他種類的鵝膏菌混在一起。